# Malá Lehota
Malá Lehota – wieś (obec) na Słowacji położona w kraju bańskobystrzyckim, w powiecie Žarnovica. Pierwsze wzmianki o miejscowości pochodzą z 1388 roku.
Według danych z dnia 31 grudnia 2012 roku, wieś zamieszkiwały 924 osoby, w tym 448 kobiet i 476 mężczyzn.
W 2001 roku pod względem narodowości i przynależności etnicznej 98,68% mieszkańców stanowili Słowacy, a 0,09% Czesi.
Ze względu na wyznawaną religię struktura mieszkańców kształtowała się w 2001 roku następująco:
- Katolicy rzymscy – 96,13%
- Ewangelicy – 0,09%
- Ateiści – 0,85%
- Przedstawiciele innych wyznań –  0,47%
- Nie podano – 2,36%